# Danh sách video có nhiều lượt không thích nhất YouTube

YouTube Rewind 2018 đang là video có nhiều lượt không thích nhất YouTube kể từ tháng 12 năm 2018, với hơn 18 triệu lượt không thích (tính đến tháng 1 năm 2021)

Danh sách video có nhiều lượt không thích nhất YouTube liệt kê 50 video có nhiều lượt không thích nhất mọi thời đại trên nền tảng video YouTube. Số lượt không thích được thống kê trực tiếp dựa trên số liệu từ địa chỉ đăng tải của video. YouTube đã triển khai bổ sung hai nút thích và không thích trên nền tảng này vào tháng 3 năm 2010, một phần của quá trình thiết kế lại giao diện trang web. Điều này phục vụ như một sự thay thế cho hệ thống đánh giá 5 sao trước đó của họ. Các nhà thiết kế giao diện của YouTube đã nhận thấy hệ thống trước đây không hiệu quả vì các tùy chọn xếp hạng video từ 2 đến 4 sao hiếm khi được chọn mà thường chỉ có 1 hoặc 5 sao. Trong số 50 video được liệt kê, có 6 video xuất hiện trong danh sách những video được xem nhiều nhất YouTube và 4 video xuất hiện trong danh sách video có nhiều lượt thích nhất YouTube.
Tính đến ngày 29 tháng 7 năm 2022, video "YouTube Rewind 2018: Everyone Controls Rewind" của YouTube Spotlight đã vượt qua video Baby của Justin Bieber trở thành video có nhiều dislike nhất trên YouTube với hơn 20 triệu lượt dislike, "YouTube Rewind 2018: Everyone Controls Rewind " lập kỷ lục Guinness video bị dislike nhiều nhất trên YouTube và trên toàn cầu vào năm 2013. Vào ngày 19 tháng 12, cả hai video "Baby" và YouTube Rewind 2018 đã chạm mốc 10 triệu dislike.
Vào tháng 7 năm 2018, video ca khúc Baby của nam ca sĩ Justin Bieber là video đứng đầu danh sách này với hơn 9,2 triệu lượt dislike. Thực tế, vào năm 2011, đây đã là video có nhiều dislike nhất trên YouTube với 1,17 triệu lượt. Đến tháng 3 cùng năm đó, Baby bị video Friday của Rebecca Black vượt qua với hơn 1,2 triệu lượt dislike. "Friday" tiếp tục nhận được hơn 3 triệu dislike cho tới tháng 6 năm 2011 khi video này bị gỡ xuống (sau đó đã được đăng lại vào ngày 16 tháng 9).
"Baby" đã từng lập kỷ lục Guinness video bị dislike nhiều nhất trên YouTube và trên toàn cầu vào năm 2013.
Bên cạnh các video ca nhạc trong danh sách này, trailer phim Ghostbusters năm 2016 trở thành video trailer bị dislike nhiều nhất trên YouTube với hơn 1,11 triệu lượt. Trong khi đó, trailer của Call of Duty: Infinite Warfare trở thành trailer trò chơi điện tử bị dislike nhiều nhất với 3,79 triệu lượt.

## Danh sách các video hàng đầu
Bảng xếp hạng dưới đây liệt kê 50 video có nhiều lượt không thích nhất trên YouTube với tổng số lượt không thích được làm tròn xuống đến gần một triệu lượt không thích gần nhất, cũng như người đăng tải, tỷ lệ lượt không thích tính theo phần trăm và ngày đăng tải gần nhất. Danh sách này có thể không đúng do YouTube ẩn số lượt không thích từ ngày 28 tháng 9 năm 2024.
| Hạng | Tên video                                                    | Người đăng tải / Nghệ sĩ        | Lượt không thích (triệu) | Lượt không thích (phần trăm) | Ngày đăng tải        | Ghi chú |
| ---- | ------------------------------------------------------------ | ------------------------------- | ------------------------ | ---------------------------- | -------------------- | ------- |
| 1    | "Baby Shark Dance"                                           | Pinkfong Kids' Songs & Stories  | 20.49                    | 31,71%                       | 17 tháng 6 năm 2016  | [ b ]   |
| 2    | "YouTube Rewind 2018: Everyone Controls Rewind"              | YouTube                         | 20.44                    | 86,60%                       | 6 tháng 12 năm 2018  | [ c ]   |
| 3    | "Baby"                                                       | Justin Bieber ft. Ludacris      | 15.89                    | 38,26%                       | 19 tháng 2 năm 2010  | [ d ]   |
| 4    | "Sadak 2 Trailer"                                            | Fox Star Studios                | 13.64                    | 94,87%                       | 12 tháng 8 năm 2020  | [ e ]   |
| 5    | "Johny Johny Yes Papa"                                       | LooLoo Kids                     | 13.24                    | 40,76%                       | 8 tháng 10 năm 2016  |         |
| 6    | "Bath Song"                                                  | Cocomelon - Nursery Rhymes      | 12.19                    | 41,87%                       | 2 tháng 5 năm 2018   |         |
| 7    | "YouTube Rewind 2019: For the Record"                        | YouTube                         | 9.56                     | 73,30%                       | 5 tháng 12 năm 2019  |         |
| 7    | "Learning Colors – Colorful Eggs on a Farm"                  | Мирошка ТВ                      | 9.22                     | 39,78%                       | 27 tháng 2 năm 2018  | [ f ]   |
| 9    | "Flores"                                                     | Vitão và Luísa Sonza            | 5.46                     | 69,69%                       | 11 tháng 6 năm 2020  | [ g ]   |
| 10   | "Can this video get 1 million dislikes?"                     | PewDiePie                       | 5.21                     | 93,79%                       | 24 tháng 12 năm 2016 | [ h ]   |
| 11   | "It's Everyday Bro"                                          | Jake Paul ft. Team 10           | 5.16                     | 62,75%                       | 30 tháng 5 năm 2017  |         |
| 12   | "Lakdi ki kathi "                                            | Jingle Toons                    | 5.00                     | 43,07%                       | 13 tháng 6 năm 2018  | [ i ]   |
| 13   | "Despacito"                                                  | Luis Fonsi ft. Daddy Yankee     | 4.90                     | 10,37%                       | 12 tháng 1 năm 2017  | [ j ]   |
| 14   | "Humpty the train on a fruits ride"                          | Kiddiestv Hindi                 | 4.67                     | 43,05%                       | 26 tháng 1 năm 2018  |         |
| 15   | "Wheels on the Bus"                                          | Cocomelon - Nursery Rhymes      | 4.55                     | 39,44%                       | 24 tháng 5 năm 2018  |         |
| 16   | "Baa Baa Black Sheep"                                        | Cocomelon - Nursery Rhymes      | 4.12                     | 42,09%                       | 25 tháng 6 năm 2018  |         |
| 17   | "Masha and the Bear: Recipe for Disaster"                    | Get Movies                      | 4.10                     | 35,52%                       | 31 tháng 1 năm 2012  | [ k ]   |
| 18   | "Dame Tu Cosita"                                             | El Chombo ft. Cutty Ranks       | 4.04                     | 25,13%                       | 5 tháng 4 năm 2018   |         |
| 19   | "Call of Duty: Infinite Warfare Reveal Trailer"              | Call of Duty                    | 3.92                     | 86,10%                       | 2 tháng 5 năm 2016   |         |
| 20   | "Friday"                                                     | Rebecca Black                   | 3.88                     | 75,41%                       | 16 tháng 9 năm 2011  | [ l ]   |
| 21   | "Mr. Faisu’s Exploring Shillong"                             | Faisal Shaikh                   | 3.72                     | 86,38%                       | 14 tháng 5 năm 2020  | [ 38 ]  |
| 22   | "Yes Yes Vegetables Song"                                    | Cocomelon - Nursery Rhymes      | 3.69                     | 38,89%                       | 10 tháng 8 năm 2018  |         |
| 23   | "Chal Chal Gurram"                                           | Infobells Telugu                | 3.50                     | 42,86%                       | 18 tháng 11 năm 2016 |         |
| 24   | "How It Is (Wap Bap …)"                                      | BibisBeautyPalace               | 3.25                     | 84,66%                       | 5 tháng 5 năm 2017   | [ m ]   |
| 25   | "Yes Yes Vegetables Song + More Nursery Rhymes & Kids Songs" | Cocomelon - Nursery Rhymes      | 3.17                     | 39,68%                       | 7 tháng 9 năm 2018   |         |
| 26   | "This Is The Way"                                            | Super Simple Songs - Kids Songs | 3.00                     | 41,18%                       | 8 tháng 6 năm 2016   |         |
| 27   | "LA VACA LOLA canciones infantiles"                          | toycantando                     | 2.88                     | 37,08%                       | 13 tháng 4 năm 2016  |         |
| 28   | "Shake Shake The Mango Tree"                                 | Sesame Street                   | 2.71                     | 39,50%                       | 13 tháng 1 năm 2012  |         |
| 29   | "Beach Song + More Nursery Rhymes & Kids Songs"              | Cocomelon - Nursery Rhymes      | 2.70                     | 39,02%                       | 2 tháng 8 năm 2019   |         |
| 30   | "Cortando o Botão do YouTube"                                | Aruan Felix                     | 2.68                     | 73,21%                       | 22 tháng 12 năm 2015 | [ n ]   |
| 31   | "Gangnam Style"                                              | Psy                             | 2.67                     | 11,47%                       | 15 tháng 7 năm 2012  |         |
| 32   | "Bath Song + More Nursery Rhymes & Kids Songs"               | Cocomelon - Nursery Rhymes      | 2.63                     | 39,54%                       | 4 tháng 6 năm 2018   |         |
| 33   | "Baby Shark"                                                 | Cocomelon - Nursery Rhymes      | 2.60                     | 40,77%                       | 21 tháng 11 năm 2017 |         |
| 34   | "Nani Teri Morni Ko Mor Le Gaye"                             | Jingle Toons                    | 2.59                     | 38,49%                       | 11 tháng 3 năm 2016  |         |
| 35   | "ПОСОСИ"                                                     | Morgenshtern                    | 2.50                     | 77,12%                       | 4 tháng 6 năm 2020   |         |
| 36   | "So Sorry"                                                   | Logan Paul                      | 2.49                     | 58,77%                       | 2 tháng 1 năm 2018   | [ o ]   |
| 37   | "Aaja Beta Carry Teko Roast Sikhaye!"                        | Kunal Kamra                     | 2.46                     | 85,70%                       | 29 tháng 5 năm 2020  | [ p ]   |
| 38   | "Wheels on the Bus + More Nursery Rhymes & Kids Songs"       | Cocomelon - Nursery Rhymes      | 2.38                     | 40,16%                       | 28 tháng 6 năm 2018  |         |
| 39   | "YouTube Rewind: The Shape of 2017"                          | YouTube                         | 2.34                     | 33,55%                       | 6 tháng 12 năm 2017  |         |
| 40   | "Sweatshirt"                                                 | Jacob Sartorius                 | 2.29                     | 74,89%                       | 7 tháng 6 năm 2016   |         |
| 41   | "Cuties Official Trailer"                                    | Netflix                         | 2.28                     | 96,29%                       | 18 tháng 8 năm 2020  |         |
| 42   | "UPA CAVALINHO"                                              | Galinha Pintadinha              | 2.27                     | 32,64%                       | 7 tháng 7 năm 2017   |         |
| 43   | "Yes Yes Playground Song"                                    | Cocomelon - Nursery Rhymes      | 2.22                     | 41,05%                       | 23 tháng 10 năm 2018 |         |
| 44   | "Pokemon Go Song"                                            | Mishovy šílenosti               | 2.18                     | 64,55%                       | 16 tháng 7 năm 2016  |         |
| 45   | "Wheels on the Bus (Play Version)"                           | Cocomelon - Nursery Rhymes      | 1.93                     | 40,95%                       | 20 tháng 12 năm 2018 |         |
| 46   | "Sadak 2 Official Trailer"                                   | Disney+ Hotstar VIP             | 1.91                     | 88,68%                       | 12 tháng 8 năm 2020  |         |
| 48   | "Gooba"                                                      | 6ix9ine                         | 1.91                     | 14,3%                        | 8 tháng 5 năm 2020   |         |
| 47   | "Khaali Peeli Teaser"                                        | Zee Studios                     | 1.87                     | 91,90%                       | 23 tháng 8 năm 2020  |         |
| 49   | "Ngôi sao cô đơn"                                            | J97                             | 1.82                     | 70%                          | 19 tháng 7 năm 2022  |         |
| 50   | "Anaconda"                                                   | Nicki Minaj                     | 1.81                     | 21,7%                        | 19 tháng 8 năm 2014  |         |